# Когнитивное музыковедение
Когнитивное музыковедение — направление когнитивной науки, целью которого является исследование музыкальных знаний с целью понимания как собственно музыки, так и самого процесса познания.
Когнитивное музыковедение отличается от других отраслей музыкальной психологии прежде всего методологией исследований, в частности, применением компьютерного моделирования для изучения представлений знаний о музыке с использованием искусственного интеллекта и инструментария когнитивной науки. Использование компьютерного моделирования позволяет создать среду для формирования гипотез в данной сфере.
Когнитивное музыковедение является междисциплинарной областью науки, исследующей такие проблемы, как связи между языком и музыкой в головном мозге. В когнитивно-музыковедческих исследованиях часто используются биологические модели вычислительных процессов, например, нейронных сетей и программ эволюции. Этот подход позволяет смоделировать, каким образом музыкальные знания представляются, сохраняются, воспринимаются, генерируются и транслируются человеческим мозгом.

## Известные исследователи
Одним из пионеров когнитивного музыковедения является британский химик и когнитивист Кристофер Лонге-Хиггинс. Среди прочего, Лонге-Хиггинс разработал один из ключевых алгоритмов для компьютерного моделирования тональной музыки, который пользовался вниманием в психологии музыки в течение нескольких десятилетий. Кэрол Крумхенсл и Марк Шмуклер предложили эмпирически обоснованный алгоритм моделирования, который назван в их честь. Подход Крумхенсл-Шмуклера основан на использовании ключевых профилей, которые определяются методом зондирования тона. Этот алгоритм позволил смоделировать восприятие слушателями коротких музыкальных отрывков, а также отследить динамику их восприятия на протяжении звучания музыки. Ряд уточнений к алгоритму Крумхенсл-Шмуклера предложил Дэвид Темперли, ранние работы которого лежат в области прикладного динамического программирования применительно к когнитивному музыковедению.
Большой вклад в когнитивное музыковедение внёс Отто Ласке, который был соредактором сборника статей по проблематике связей ИИ и музыки. В этом сборнике помещено также интервью с одним из основоположников работ по ИИ Марвином Минским, в котором он рассказывает о некоторых своих ранних работах о музыке и деятельности человеческого мозга. Дуглас Хофштадтер, исследователь в области ИИ, также высказал ряд идей в плане изучения музыки с точки зрения искусственного интеллекта. Музыкант Стив Ларсон, который работал в то время в лаборатории Хофштадтера, сформулировал теорию «музыкальных сил», по аналогии с физическими силами. Хофштадтер также руководил экспериментами Дэвида Коупа в сфере исследований музыкального интеллекта, которые привели к разработке компьютерной программы под названием EMI, которая позволяла сочинять музыку в стиле Баха и Шопена.
Программы Коупа были написаны на языке Лисп, который получил распространение для исследований в сфере когнитивного музыковедения. Этот язык использовали такие исследователи как Дизен и Хонинг. Генрих Таубе также использовал Лисп для получения с помощью компьютера композиции из широкого спектра возможных вариантов. Другие исследователи использовали в исследованиях по когнитивному музыковедению другие языки программирования — так, например, Тим Роу использует C++. Дэвид Гурон выступает за использование принципиально другой методологии компьютерного моделирования для исследований в когнитивном музыковедении. Геррент Уиггинс на более высоком абстрактном уровне исследовал общие свойства представлений в когнитивном музыковедении, такие как структурная общность и полнота выражения.
Ряд исследований в области когнитивного музыковедения сделан в рамках парадигм биоинформатики. Например, Джамшед Бхаруча и Питер Тодд из университета Тафтса смоделировали восприятие тональной музыки с помощью нейронных сетей. Эл Байлс применил генетические алгоритмы для изучения джазовых соло. Многие исследователи изучили алгоритмическую композицию, основанную на широком диапазоне математических формализмов.
Ряд работ в области когнитивного музыковедения принадлежит психологу Диане Дейч, которая проводила исследования абсолютного слуха и музыкальных иллюзий в представлениях когнитивной психологии, а также отношений между музыкой и языком. Работы Анирудха Петела сочетают в себе традиционные методологии когнитивной психологии и нейробиологии, а также когнитивный подход к исследованию музыки.
Значительный вклад в когнитивное музыковедение внесла генеративная теория тональной музыки (англ. Generative theory of tonal music, GTTM), разработанная американским музыковедом Фредом Лердалом и лингвистом Рэем Джекендофом. Несмотря на то, что GTTM представлена на алгоритмическом уровне абстракции, а не в виде прикладных программ, их идеи нашли отражение в ряде проектов, связанных с вычислениями.
В немецкоязычном научном сообществе распространение получила концепция Отто Ласке, получившая дальнейшее развитие в работе Уве Зайферта Systematische Musiktheorie und Kognitionswissenschaft. Zur Grundlegung der kognitiven Musikwissenschaft («Систематическая теории музыки и когнитивная наука. Основы когнитивного музыковедения») и последующих публикациях.